# Trượt băng nằm ngửa tại Thế vận hội Mùa đông 2018
Trượt băng nằm ngửa (luge) tại Thế vận hội Mùa đông 2018 được tổ chức tại Alpensia Sliding Centre gần Pyeongchang, Hàn Quốc. Các sự kiện được tổ chức từ ngày 10 đến ngày 15 tháng 2 năm 2018. Tổng cộng có bốn nội dung trượt băng nằm ngửa được tổ chức.

## Vòng loại
Có 110 được phép tranh tài tại đại hội. Các quốc gia được trao suất dựa trên bảng xếp hạng thế giới từ 1 tháng 11 năm 2017 tới 31 tháng 12 năm 2017.

## Lịch thi đấu
Sau đây là lịch thi đấu cho tất cả các sự kiện.
Giờ địa phương là UTC+9.
| Ngày       | Thời gian   | Sự kiện             |
| ---------- | ----------- | ------------------- |
| 10 tháng 2 | 19:10-22:45 | Đơn nam lượt 1 và 2 |
| 11 tháng 2 | 18:50-22:45 | Đơn nam lượt 3 và 4 |
| 12 tháng 2 | 19:50-22:45 | Đơn nữ lượt 1 và 2  |
| 13 tháng 2 | 19:30-22:45 | Đơn nữ lượt 3 và 4  |
| 14 tháng 2 | 20:20-22:45 | Đôi lượt 1 và 2     |
| 15 tháng 2 | 21:30-22:45 | Tiếp sức đồng đội   |

## Huy chương

### Bảng tổng sắp
| Hạng               | Đoàn               | Vàng | Bạc | Đồng | Tổng số |
| ------------------ | ------------------ | ---- | --- | ---- | ------- |
| 1                  | Đức (GER)          | 3    | 1   | 2    | 6       |
| 2                  | Áo (AUT)           | 1    | 1   | 1    | 3       |
| 3                  | Canada (CAN)       | 0    | 1   | 1    | 2       |
| 4                  | Hoa Kỳ (USA)       | 0    | 1   | 0    | 1       |
| Tổng số (4 đơn vị) | Tổng số (4 đơn vị) | 4    | 4   | 4    | 12      |

### Các nội dung thi đấu
| Nội dung          | Vàng                                                                            | Vàng     | Bạc                                                                      | Bạc      | Đồng                                                                       | Đồng     |
| ----------------- | ------------------------------------------------------------------------------- | -------- | ------------------------------------------------------------------------ | -------- | -------------------------------------------------------------------------- | -------- |
| Đơn nam           | David Gleirscher · Áo                                                           | 3:10.702 | Chris Mazdzer · Hoa Kỳ                                                   | 3:10.728 | Johannes Ludwig · Đức                                                      | 3:10.932 |
| Đơn nữ            | Natalie Geisenberger · Đức                                                      | 3:05.232 | Dajana Eitberger · Đức                                                   | 3:05.599 | Alex Gough · Canada                                                        | 3:05.644 |
| Đôi               | Tobias Wendl · Tobias Arlt · Đức                                                | 1:31.697 | Peter Penz · Georg Fischler · Áo                                         | 1:31.785 | Toni Eggert · Sascha Benecken · Đức                                        | 1:31.987 |
| Tiếp sức đồng đội | Đức (GER) · Natalie Geisenberger · Johannes Ludwig · Tobias Wendl · Tobias Arlt | 2:24.517 | Canada (CAN) · Alex Gough · Samuel Edney · Tristan Walker · Justin Snith | 2:24.872 | Áo (AUT) · Madeleine Egle · David Gleirscher · Peter Penz · Georg Fischler | 2:24.988 |

## Các quốc gia tham gia
110 vận động viên từ 24 quốc gia tham dự. Số vận động viên từ mỗi quốc gia được thể hiện trong dấu ngoặc đơn.
- Argentina (1)
- Úc (1)
- Áo (10)
- Bulgaria (1)
- Canada (8)
- Croatia (1)
- Cộng hòa Séc (6)
- Gruzia (1)
- Đức (10)
- Anh Quốc (2)
- Ấn Độ (1)
- Ý (9)
- Kazakhstan (1)
- Latvia (10)
- Vận động viên Olympic từ Nga (8)
- Ba Lan (6)
- România (5)
- Slovakia (5)
- Slovenia (1)
- Hàn Quốc (5)
- Thụy Sĩ (1)
- Đài Bắc Trung Hoa (1)
- Ukraina (6)
- Hoa Kỳ (10)